# Purpurna boja
Purpurna je boja između plave i crvene. Slična je ljubičastoj, ali za razliku od ljubičaste, koja je spektralna boja sa sopstvenom talasnom dužinom na vidljivom spektru svetlosti, purpurna je sekundarna boja nastala kombinovanjem crvene i plave. Komplementarna boja purpurne boje u RYB modelu boja je žuta.
Prema istraživanjima u Evropi i Severnoj Americi, purpurna je boja koja se najčešće povezuje sa retkošću, kraljevstvom, magijom, moći, mudrošću, zrelošću, natprirodnim, paranormalnim, okultom, Mesecom, noći, noćnim nebom, misterijom i pobožnošću. U kombinaciji sa roze bojom, povezuje se s eroticizmom, ženstvenošću i zavodljivošću.
Purpurna je bila boja koju su nosili rimski magistrati; postala je carska boja koju su nosili vladari Vizantijskog carstva i Svetog rimskog carstva, a kasnije i rimokatolički biskupi. Slično tome se u Japanu, ova boja se tradicionalno povezuje sa carem (vidi: Car Japana) i aristokratijom.

## Etimologija i definicije
U modernom engleskom jeziku reč purple dolazi od staroengleske reči purpul, koja potiče od latinske reči purpura, koja je izvedena iz grčke reči πορφύρα (porphura), naziva za tirijsku purpurnu boju proizvođenu u klasičnim antičkim vremenima iz sluzi koju izlučuje Bolinus brandaris vrsta puževa. Prva zabeležena upotreba reči purpurno datira iz kasnih 900-ih godina nove ere.

### Odnos sa ljubičastom
Purpurna je usko povezana s ljubičastom bojom. U uobičajenoj upotrebi, obe se odnose na boje koje su između crvene i plave nijansama boje, pri čemu je purpurna bliže crvenoj, a ljubičasta bliže plavoj. Slično tome, u tradicionalnom slikarskom kolu boja, purpurna i ljubičasta su postavljene između crvene i plave, s tim da je ljubičasta bliža crvenoj.
U optici je ljubičasta spektralna boja: ona se odnosi na boju bilo koje od različitih pojedinačnih talasnih dužina svetlosti na kratkotalasnom kraju vidljivog spektra, između približno 380 i 450 nanometara, dok je purpurna boja različitih kombinacija crvene, plave i ljubičaste svetlosti, neke od kojih ljudi doživljavaju kao boje slične ljubičastoj.

## U umetnosti, istoriji i modi

### U praistoriji i antičkom svetu: tirska ljubičasta
Ljubičasta se prvi put pojavila u praistorijskoj umetnosti tokom neolita. Umetnici pećine Peš Merl i drugih neolitskih nalazišta u Francuskoj koristili su štapiće mangana i hematitnog praha da crtaju i slikaju životinje i obrise sopstvenih ruku na zidovima svojih pećina. Ovi radovi su datirani između 16.000 i 25.000 godina pre nove ere.
Još u 15. veku pre nove ere stanovnici Sidona i Tira, dva grada na obali Drevne Fenikije (današnji Liban), proizvodili su ljubičastu boju od morskog puža zvanog bodljikava boja-mureks. Odeća obojena tirskom bojom pominje se i u Homerovoj Ilijadi i u Vergilijevoj Eneidi. Duboka, bogata ljubičasta boja napravljena od ovog puža postala je poznata kao tirska ljubičasta.
Proces pravljenja boje bio je dug, težak i skup. Hiljade sićušnih puževa je moralo biti pronađeno, njihove ljuske razbijene, puž uklonjen. Planine praznih školjki pronađene su na drevnim lokalitetima Sidona i Tira. Puževi su ostavljeni da se namaču, zatim je uklonjena sićušna žlezda, a sok je izvađen i stavljen u lavor koji je stavljen na sunce. Tamo se događala izuzetna transformacija. Na sunčevoj svetlosti sok je postajao beo, zatim žuto-zelen, zelen, ljubičast, i crven, što je postajalo sve tamnije. Proces je morao da se zaustavi u tačno pravo vreme da bi se dobila željena boja, koja je mogla da varira od svetlo grimizne do tamno ljubičaste, boje osušene krvi. Tom bojom bi se farbala vuna, lan ili svila. Tačna nijansa je varirala između grimizne i ljubičaste, ali je uvek bila bogata, svetla i trajna.
Tirska ljubičasta postala je boja kraljeva, plemića, sveštenika i sudija širom Mediterana. Pominje se u hebrejskoj Bibliji (Stari zavet); u Knjizi Izlaska, Bog nalaže Mojsiju da mu Izraeliti donesu žrtvu uključujući platno „plave, purpurne i skerletne“ boje, koje će se koristiti za zavese tabernakla i odeću sveštenika. Termin korišćen za ljubičastu boju u verziji biblijskog odlomka na vulgarnom latinskom iz 4. veka je purpura ili tirska ljubičasta. U Homerovoj Ilijadi, Ajaksov pojas je purpuran, i repovi konja trojanskih ratnika umočeni su u purpur. U Odiseji su ćebad na Odisejevom bračnom krevetu ljubičaste boje. U pesmama Safoe (6. vek p. n. e.) ona slavi veštinu bojenja grčkog kraljevstva Lidije u kojoj je pravili purpurnu obuću, a u Eshilovoj drami (525–456. p. n. e.) kraljica Klitemnestra dočekuje svog muža Agamemnona ukrašavanjem palata sa ljubičastim ćilimima. Godine 950. p. n. e., izvešteno je da je kralj Solomon doveo zanatlije iz Tira da obezbede ljubičaste tkanine za ukrašavanje Jerusalimskog hrama.
U starom Rimu, Toga praetexta je bila obična bela toga sa širokom ljubičastom prugom na ivici. Nosili su ga slobodnorođeni rimski dečaci koji još nisu bili punoletni, kurulski magistrati, izvesne kategorije sveštenika i još nekoliko kategorija građana.
Toga pikta je bila potpuno ljubičasta, izvezena zlatom. Tokom Rimske republike, nosili su je generali u svojim trijumfima, i pretor Urbanus kada se u kolima bogova ušao u cirkus u Ludi Apolinaresu. Za vreme carstva, togu piktu su nosili magistrati koji su priređivali javne gladijatorske igre, konzuli, kao i car u posebnim prilikama.
Tokom Rimske republike, kada je održavan trijumf, počašćeni general je nosio potpuno ljubičastu togu oivičenu zlatom, a rimski senatori su nosili togu sa ljubičastom prugom. Međutim, za vreme Rimskog carstva ljubičasta je sve više bila vezana isključivo za careve i njihove oficire. Svetonije tvrdi da je rani car Kaligula naložio da se ubije kralj Mauretanije zbog sjaja njegovog purpurnog ogrtača, a da je Neron zabranio upotrebu određenih ljubičastih boja. U kasnom carstvu prodaja purpurnog platna postala je državni monopol zaštićen smrtnom kaznom.
Prema Novom zavetu, Isusa Hrista je rimski garnizon obukao u purpurno (πορφύρα: porphura) u satima koji su prethodili njegovom raspeću kako bi se rugali njegovoj tvrdnji da je „kralj Jevreja“.
Smatra se da je stvarna tirska ljubičasta boja varirala od crvenkaste do plavičasto ljubičaste. Prema rimskom piscu Vitruviju, (1. vek pre nove ere), školjke mureksa koje dolaze iz severnih voda, verovatno Bolinus brandaris, davale su plavlju boju od onih na jugu, verovatno Hexaplex trunculus. Najcenjenije su bile nijanse koje su bliže boji sasušene krvi, što se vidi na mozaicima odeždi cara Justinijana u Raveni. Hemijski sastav boje iz mureksa blizak je boji iz indiga, a indigo se ponekad koristio za pravljenje falsifikovane tirske ljubičaste boje, što je bio zločin koji je bio strogo kažnjavan. Ono što je izgleda bilo važno kod tirske ljubičaste nije bila njena boja, već njen sjaj, bogatstvo, otpornost na vremenske prilike, svetlost, i visoka cena.
U moderno doba, tirska ljubičasta je ponovo stvorena, uz velike troškove. Kada je nemački hemičar Pol Fridander pokušao da ponovo stvori tirsku ljubičastu boju 2008. godine, trebalo mu je dvanaest hiljada mekušaca da stvori 1,4 unce boje, dovoljno da oboji maramicu. Godine 2000. gram tirske purpure napravljen od deset hiljada mekušaca po originalnoj formuli koštao je dve hiljade evra.

## Literatura
- Ball, Philip (2001). Bright Earth, Art and the Invention of Colour. Hazan  (French translation). ISBN 978-2-7541-0503-3.
- Heller, Eva (2009). Psychologie de la couleur: Effets et symboliques. Pyramyd  (French translation). ISBN 978-2-35017-156-2.
- Pastoureau, Michel (2005). Le petit livre des couleurs. Editions du Panama. ISBN 978-2-7578-0310-3.
- Gage, John (1993). Colour and Culture: Practice and Meaning from Antiquity to Abstraction. Thames and Hudson (Page numbers cited from French translation). ISBN 978-2-87811-295-5.
- Gage, John (2006). La Couleur dans l'art. Thames and Hudson. ISBN 978-2-87811-325-9.
- Varichon, Anne (2000). Couleurs: pigments et teintures dans les mains des peuples. Seuil. ISBN 978-2-02084697-4.
- Zuffi, Stefano (2012). Color in Art. Abrams. ISBN 978-1-4197-0111-5.
- Roelofs, Isabelle (2012). La couleur expliquée aux artistes. Groupe Eyrolles. ISBN 978-2-212-13486-5.
- "The perception of color", from Schiffman, H.R. (1990). Sensation and perception: An integrated approach (3rd edition). New York: John Wiley & Sons.

## Spoljašnje veze
- „Legendary "Purple Banner of Castile" or "Commoner's Banner"”. Crwflags.com. Приступљено 29. 12. 2012.